# Alta Vista (Buenos Aires)
Alta Vista es un paraje rural del partido de Saavedra, provincia de Buenos Aires, Argentina.

## Acceso
Desde el este se accede desde un camino que se desprende de la Ruta Nacional 33, se ubica a 36 km de la ciudad de Saavedra. Y desde el norte se comunica con un camino rural hacia la ciudad de Puan la cual se ubica a 15 km.

## Población
Durante los censos nacionales del INDEC de 2001 y 2010 fue considerada como población rural dispersa.

## Ferrocarril
- Estación Alta Vista